# Estensione conservativa
In logica matematica, nell'ambito della teoria della dimostrazione, un'estensione conservativa di una teoria logica T1 è una teoria T2 tale che:
- tutti i simboli di T1 sono presenti anche in T2
- ogni teorema di T1 è anche un teorema di T2
- ogni teorema di T2 esprimibile usando soltanto il linguaggio di T1 è un teorema di T1.

Nella teoria dei modelli, T2 si dice un'estensione conservativa di T1 se ogni modello di T1 può essere esteso in un modello di T2. Tutte le estensioni conservative nel senso della teoria dei modelli lo sono anche nella definizione della teoria della dimostrazione.

## Proprietà
Un'estensione conservativa di T1 non può dimostrare nessun teorema che usi solo il linguaggio di T1 e che T1 non dimostri. Se T1 è consistente, lo è anche la sua estensione conservativa T2. Questo permette di costruire teorie complesse rimanendo certi della loro consistenza, purché esse siano estensioni conservative di altre teorie sicuramente consistenti; gli algoritmi per dimostrazioni Isabelle e ACL2 usano questo metodo per espandere i loro linguaggi formali.
Nella teoria delle ontologie, una teoria T1 è un modulo di T2 se e solo se T2 è un'estensione conservativa di T1.

## Generalizzazioni
Dato un insieme Γ di formule in un linguaggio comune a T1 e a T1, T2 si dice Γ-conservativa rispetto a T1 se ogni formula appartenente a Γ e dimostrabile in T2 è anche dimostrabile in T1.

Una teoria che estenda il linguaggio di un'altra, ma che non ne sia un'estensione conservativa, è chiamata estensione propria.

## Esempi
- ACA0 (un sottosistema dell'aritmetica del secondo ordine) è un'estensione conservativa dell'aritmetica di Peano (una teoria del primo ordine).
- La teoria degli insiemi di Von Neumann-Bernays-Gödel è un'estensione conservativa della teoria degli insiemi di Zermelo-Fraenkel con l'assioma di scelta (ZFC).
- La teoria degli insiemi interna è un'estensione conservativa della teoria degli insiemi di Zermelo-Fraenkel con l'assioma di scelta (ZFC)
- Le estensioni per definizione sono conservative.
- Le estensioni che aggiungono soltanto predicati o funzioni non trattate dalla prima teoria sono conservative.
- IΣ1 (un sottosistema dell'aritmetica di Peano comprendente solo gli Σ01-enunciati) è un'estensione Π02-conservativa dell'aritmetica primitiva ricorsiva (PRA).
- ZFC è un'estensione Π13-conservativa di ZF, per il teorema di Shoenfield.
- ZFC con l'ipotesi del continuo è un'estensione Π21-conservativa di ZFC.